# Maestrazgo
Maestrazgo is een comarca van de Spaanse provincie Teruel. De hoofdstad is Cantavieja, de oppervlakte 1204,30 km2 en het heeft 3739 inwoners (2002).

## Gemeenten
Allepuz, Bordón, Cantavieja, Cañada de Benatanduz, Castellote, La Cuba, Fortanete, La Iglesuela del Cid, Mirambel, Miravete de la Sierra, Molinos, Pitarque, Tronchón, Villarluengo en Villarroya de los Pinares.